# Cephalotes pallidoides
Cephalotes pallidoides é uma espécie de inseto do gênero Cephalotes, pertencente à família Formicidae.